# Пологи (Прилуцький район)
Поло́ги — село в Україні, у Прилуцькому районі Чернігівської області. Населення становить 114 осіб. Входить до складу Сухополов'янської сільської громади.

## Населення

### Мова
Розподіл населення за рідною мовою за даними перепису 2001 року:
| Мова       | Кількість | Відсоток |
| ---------- | --------- | -------- |
| українська | 108       | 94.74%   |
| російська  | 6         | 5.26%    |
| Усього     | 114       | 100%     |

## Історія
До ліквідації полкового устрою (1780) входило до складу Прилуцької полкової сотні Прилуцького полку (сотенний центр: місто Прилуки, нині — райцентр Чернігівської області).
Хутір Пологи поруч з Піддубнівкою на початку ХІХ ст. заснував Іван Семенович Милорадович, який з 1810 р. володів с. Гнилиця (зараз с. Знам'янка).
У 50-х роках 19 століття у Пологах виникла економія Заводівщина, яку вказували на мапах 1869-1927 років як слободу Заводівку.
Сам х.Пологій на мапі Шуберта 1869 року позначений на місці сучасного села Тарасівка.
У 1862 році на хуторі володарському Пологи було 83 двори, де мешкала 441 особа.
У 1911 році на хуторі Пологи жили 150 осіб, була церковно-парафійна школа.
До 2019 року орган місцевого самоврядування — Піддубівська сільська рада.